# Gun Law (film fra 1919)
Gun Law er en amerikansk stumfilm fra 1919 af John Ford.

## Medvirkende
- Pete Morrison som Dick Allen
- Helen Gibson som Letty
- Hoot Gibson som Bart Stevens
- Jack Woods som Cayuse Yates
- Otto Meyer